# Morbid Saint
Morbid Saint est un groupe de thrash metal américain originaire de Sheboygan fondé en 1982.

## Biographie
Originaire du Wisconsin, Morbid Saint ouvre régulièrement pour le groupe Death avec qui ils partagent le manager Eric Greif jusqu'en 1988. Ce dernier est aussi le producteur de l'album Spectrum of Death, sorti en 1988 sur le label mexicain Avanzada Metálica. En 1992 ils diffusent la démo Destruction System auprès de leurs fans. Deux ans plus tard le groupe se sépare.

### Reformation
Morbid Saint se reforme en 2010 autour de trois des musiciens ayant enregistré Spectrum of Death : le chanteur Pat Lind  et les fondateurs du groupe Jay Visser (guitare) et Jim Fergades (basse). En 2012 ils se produisent au Maryland Deathfest et l'année suivante au Keep It True et au Neurotic Deathfest.
En 2016 le chanteur Pat Lind quitte le groupe, faisant de Jay Visser l'unique membre du groupe ayant appartenu à la formation lors de sa première période d'activité. La même année le groupe embauche aussi un nouveau guitariste et un nouveau batteur.

## Membres

### Membres actuels
- Jay Visser - guitare (1982-1994, depuis 2010)
- Bob Zabel - basse (depuis 2010)
- Dj Bagemehl - batterie (depuis 2016)
- Russell Gesch - guitare (depuis 2016)
- Cliff Wagner - chant (depuis 2016)

### Anciens membres
- Mike Chappa 	Bass (1982-1987)
- Jim Fergades - guitare (1982-1994, 2010-?)
- Lee Reynolds - batterie (1984-1994)
- Lance Wolf - batterie (1984)
- Tony Paletti - basse (1987-1990)
- Bob Sinjakovic - chant (1987-1988)
- Pat Lind - chant (1988-1994, 2010-2016)
- Gary Beimel - basse(1990-1994)
- Randy Wall - batterie (2010-2016)
- Chris Jacobs - batterie (2010)
- Kevin Koski - guitare (2011-2013)
- Marco Martell (Malevolent Creation) - guitare (2015-2016)

## Discographie

### Albums studio
- 1988 - Spectrum of Death
- 2015 - Destruction System (enregistré en 1992)
- 2024 - Swallowed By Hell

### Albums live
- 2014 - Beyond the States of Hell

### Compilations
- 2012 - Thrashaholic